# Hemiancistrus megacephalus
Hemiancistrus megacephalus är en fiskart som först beskrevs av Günther, 1868.  Hemiancistrus megacephalus ingår i släktet Hemiancistrus och familjen Loricariidae. Inga underarter finns listade i Catalogue of Life.